# سنگ‌چشم پشت‌خاکستری
سنگ‌چشم پشت‌خاکستری (نام علمی: Lanius tephronotus) نام یک گونه از سرده سنگ‌چشم‌های معمولی است.